# Grand défi Pierre Lavoie

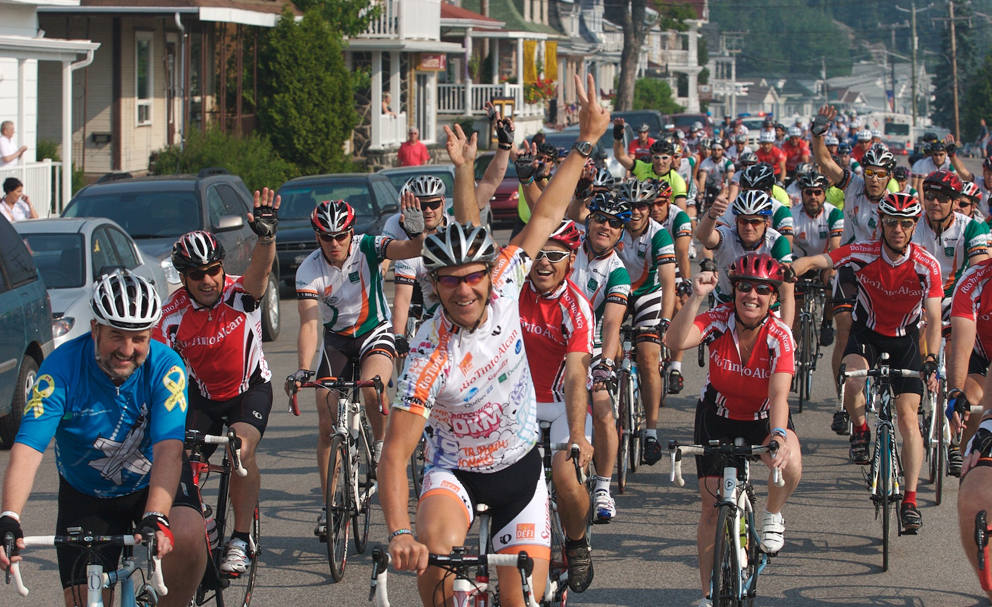
Peloton de cyclistes mené par Pierre Lavoie lors du Grand défi de 2010.

Le Grand défi Pierre Lavoie est un événement santé annuel initié par Pierre Lavoie qui rassemble des milliers de personnes. C'est le plus grand événement du genre au Québec. La Tournée du Grand défi Pierre Lavoie  va dans les écoles afin de sensibiliser les jeunes aux dangers de la sédentarité et pour promouvoir l'adoption d'un mode de vie sain.

## Historique
En 1999, Pierre Lavoie lance le Défi Pierre Lavoie dans le but de sensibiliser les gens du Saguenay-Lac-St-Jean à l'acidose lactique et de recueillir des fonds pour la recherche. Il sillonne cette région à vélo et cumule 650 km parcourus en 24 heures. L'événement s'avère un tel succès qu'il le répète en 2000, 2002 et 2005. Voyant l'engouement des jeunes envers ce qu'il fait, Pierre Lavoie lance Fais ton kilomètre avec Pierre au cours de l'édition de 2005. Cette activité permet aux jeunes de rouler un kilomètre avec Pierre Lavoie lorsqu'il passe dans leur communauté. Pour se préparer à l’activité, les jeunes doivent inscrire leur école et s’engager à faire trois séances d’activité physique de 15 minutes par semaine pendant un mois. Au total, ce sont 6300 jeunes de 40 écoles qui y ont pris part.
L'idée du Grand défi Pierre Lavoie surgit de la rencontre entre Pierre Lavoie et Germain Thibault, un réalisateur de Radio-Canada, au Ironman d'Hawaï en 1999. Les deux hommes ont à cœur la santé des jeunes. Ils veulent faire du Défi Pierre Lavoie un événement majeur qui fait bouger les enfants. Le projet se concrétise en 2009 et s'appelle dorénavant le Grand défi Pierre Lavoie,,.

## Différents volets

### Lève-toi et bouge
Ce volet du Grand défi Pierre Lavoie a pour but de faire bouger les élèves du primaire. L'objectif est d'accumuler le plus grand nombre de cubes énergie pendant tout le mois de mai. Un cube-énergie correspond à une période de 15 minutes d'activité physique. Une fois ce mois écoulé, une pige a lieu pour déterminer les écoles qui participeront à la Grande récompense, deux jours de festivités dans la ville de Montréal. Plus une école emmagasine de cubes énergie et plus cette dernière a de chance de remporter un billet pour la Grande récompense,. Cette dernière coïncide avec l'arrivée de l'événement du 1000 km. En 2013, quelque 1 264 écoles, dont 134 hors Québec, ont participé au concours Lève-toi et bouge.
| Année | Nombre de cubes-énergie amassés |
| ----- | ------------------------------- |
| 2009  | 16 970 889                      |
| 2010  | 22 100 670                      |
| 2011  | 36 978 552                      |
| 2012  | 71 237 144                      |
| 2013  | 90 066 703                      |
| 2014  | 90 704 801                      |
| 2015  | 103 933 384                     |
| 2016  | 102 366 234                     |
| 2017  | 103 017 761                     |

### 1000 km
Cette portion du Grand défi Pierre Lavoie est un marathon cycliste  où des équipes se relaient sur une distance de 1000 km, du Saguenay-Lac-St-Jean jusqu'à Montréal. Chaque cycliste pédale en moyenne 400 km sur une durée de 60 heures. En 2013, ce sont 205 équipes de 4 ou 5 relayeurs qui ont accompli cet exploit sportif.
Chaque équipe doit parrainer une école pour soutenir les élèves dans leur défi Lève-toi et bouge. Chaque équipe amasse des fonds, qui sont remis à l'école parrainée, en plus des 10 000$ nécessaire pour participer. Ce sont 2 millions de dollars qui ont été amassés en 2014 grâce aux inscriptions à cette activité. La totalité de ce montant et des dons, ces derniers atteignant 1,4 million de dollars, sont remis à la recherche sur les maladies orphelines et aux écoles.
En 2017, ce sont 1060 cyclistes qui ont pris part au Grand défi.

### La boucle
Chaque année, 5000 cyclistes de partout au Québec se donnent rendez-vous pour relever le défi de La Boucle : parcourir 135km à vélo en circuit fermé et sécuritaire. La Boucle est accessible à tous les ambassadeurs des saines habitudes de vie qui veulent appuyer le Grand défi Pierre Lavoie.

### La course au secondaire
Le but pour les étudiants du niveau secondaire, collégial et universitaire est de courir pendant 30 heures, à relais, sans arrêt de Québec à Montréal. La Course du Grand défi Pierre Lavoie cible principalement les jeunes sédentaires afin de les amener à modifier leurs habitudes de vie. De plus, il est conçu pour stimuler l’esprit d’équipe et la camaraderie, ce qui en fait un projet rassembleur qui développera chez les jeunes un fort sentiment d’appartenance à leur milieu.

#### La course de nuit
La Course de nuit du Grand défi Pierre Lavoie de 5 km (en 2015), non chronométrée, est accessible à tous ceux et celles qui ont le goût de relever le défi avec ou sans expérience en course à pied.
C'est pour encourager, à la veille de leur départ, les 5 000 étudiants de niveau secondaire, collégial et universitaire qui s’apprêteront à courir à relais la distance entre Québec et Montréal.